# 빌리 슬로터
빌리 슬로터(Billy Slaughter, 1980년 6월 3일 ~ )는 미국의 배우이다.
뉴올리언스에서 태어났다.

## 출연 작품
- Bayou Tales (2019)
- 빌리어네어 보이즈 클럽 (2018년) - 대출 담당 직원 역
- 다크 메르디안 (2017년)
- 해피 데스데이 (2017년) - 윈터 박사 역
- 돈 킬 잇: 악마사냥꾼 (2017년)
- 콜드 문 (2016년)
- 맥스 스틸 (2016년) - 머피 역
- 미드나잇 스페셜 (2016년)
- 잭 리처: 네버 고 백 (2016년)
- 더 리빙스턴 가드너 (2015년)
- 지퍼 (2015년)
- 리턴 투 센더 (2015년) - 케빈 역
- 빅쇼트 (2015년)
- 미스터 하이네켄 (2015년) - 하급 장교 역
- 포커스 (2015년)
- 제임스 브라운 (2014년)
- 더 룩어라이크 (2014년) - 버블리 버스데이 듀드 역
- 스프링 브레이크 '83 (2014년) - 조 프란시스 역
- 로보사피엔: 리부티드 (2013년) - 제임스 역
- 더 이스트 (2013년) - 트레버 랜든 역
- 파커 (2013년)
- 홈프론트: 가족을 지켜라 (2013년) - DEA 요원2 역
- 캠페인 (2012년)
- 배틀쉽 (2012년) - 윌리엄 역
- 더 샤프롱 (2011년)
- 토네이도 (2011년)
- 51구역 (2011년) - 박사 헤이븐 역
- 콜롬비아나 (2011년) - 라이언 역
- 오픈 로드 (2009년)
- 12 라운드 (2009년)
- 딜-투페어 (2008년)
- 라스트 타임 (2006년)
- 산타 없는 해 (2006년)
- 스테이 얼라이브 (2006년)
- 해피 히어 앤 나우 (2002년)

### 텔레비전
- 트레메 (2010-11)